# 赤羽台
赤羽台（あかばねだい）は、東京都北区の町名。現行行政地名は赤羽台一丁目から赤羽台四丁目。住居表示実施済み区域。最先端の建物が多く存在し、落ち着いた未来的な街並みである。現在赤羽台一丁目における赤羽台周辺地区中高層住宅複合Ｂ地区の大規模な再開発工事が行われている。現在の計画では、建物の竣工予定は2028年度となっている。

## 地理
東京都北区の北西部に位置する。北で赤羽北、東で赤羽、南で赤羽西、西で桐ケ丘とそれぞれ接する。北区北部を流れる新河岸川の河岸段丘上に位置しており、町域の北部と南部とで高低差がある。東辺をJRの鉄道路線が南北に走り、赤羽台三・四丁目付近で宇都宮線・高崎線・京浜東北線と埼京線・上越新幹線・東北新幹線の路線が分岐している。南部の赤羽台一・二丁目には日本住宅公団（現在の独立行政法人都市再生機構）が建設した赤羽台団地や財務省職員住宅、東京北医療センター（旧国立王子病院）などの大規模施設が設置されている。

## 歴史
かつての赤羽村の一部分であり、1871年（明治4年）11月に浦和県（現埼玉県）から東京府に編入された。町村制によって岩淵町の一部となった後、東京市王子区（現・東京都北区）の一部となった。

## 世帯数と人口
2023年（令和5年）1月1日現在（東京都発表）の世帯数と人口は以下の通りである。
| 丁目         | 世帯数    | 人口    |
| ------------ | --------- | ------- |
| 赤羽台一丁目 | 1,332世帯 | 2,300人 |
| 赤羽台二丁目 | 1,461世帯 | 3,012人 |
| 赤羽台三丁目 | 1,604世帯 | 2,785人 |
| 赤羽台四丁目 | 880世帯   | 1,509人 |
| 計           | 5,277世帯 | 9,606人 |

### 人口の変遷
国勢調査による人口の推移。
| 年                 | 人口   |
| ------------------ | ------ |
| 1995年（平成7年）  | 12,402 |
| 2000年（平成12年） | 9,684  |
| 2005年（平成17年） | 9,746  |
| 2010年（平成22年） | 9,127  |
| 2015年（平成27年） | 8,784  |
| 2020年（令和2年）  | 9,678  |

### 世帯数の変遷
国勢調査による世帯数の推移。
| 年                 | 世帯数 |
| ------------------ | ------ |
| 1995年（平成7年）  | 5,607  |
| 2000年（平成12年） | 4,716  |
| 2005年（平成17年） | 4,751  |
| 2010年（平成22年） | 4,582  |
| 2015年（平成27年） | 4,379  |
| 2020年（令和2年）  | 4,906  |

## 学区
区立小・中学校に通う場合、学区は以下の通りとなる（2023年10月時点）。
| 丁目         | 番地     | 小学校               | 中学校             |
| ------------ | -------- | -------------------- | ------------------ |
| 赤羽台一丁目 | 全域     | 北区立赤羽台西小学校 | 北区立桐ケ丘中学校 |
| 赤羽台二丁目 | 全域     | 北区立赤羽台西小学校 | 北区立桐ケ丘中学校 |
| 赤羽台三丁目 | 全域     | 北区立八幡小学校     | 北区立桐ケ丘中学校 |
| 赤羽台四丁目 | 1〜16番  | 北区立八幡小学校     | 北区立桐ケ丘中学校 |
| 赤羽台四丁目 | 17〜19番 | 北区立袋小学校       | 北区立桐ケ丘中学校 |

## 事業所
2021年（令和3年）現在の経済センサス調査による事業所数と従業員数は以下の通りである。
| 丁目         | 事業所数  | 従業員数 |
| ------------ | --------- | -------- |
| 赤羽台一丁目 | 17事業所  | 627人    |
| 赤羽台二丁目 | 20事業所  | 197人    |
| 赤羽台三丁目 | 63事業所  | 330人    |
| 赤羽台四丁目 | 32事業所  | 1,351人  |
| 計           | 132事業所 | 2,505人  |

### 事業者数の変遷
経済センサスによる事業所数の推移。
| 年                 | 事業者数 |
| ------------------ | -------- |
| 2016年（平成28年） | 127      |
| 2021年（令和3年）  | 132      |

### 従業員数の変遷
経済センサスによる従業員数の推移。
| 年                 | 従業員数 |
| ------------------ | -------- |
| 2016年（平成28年） | 2,026    |
| 2021年（令和3年）  | 2,505    |

## 交通

### 鉄道

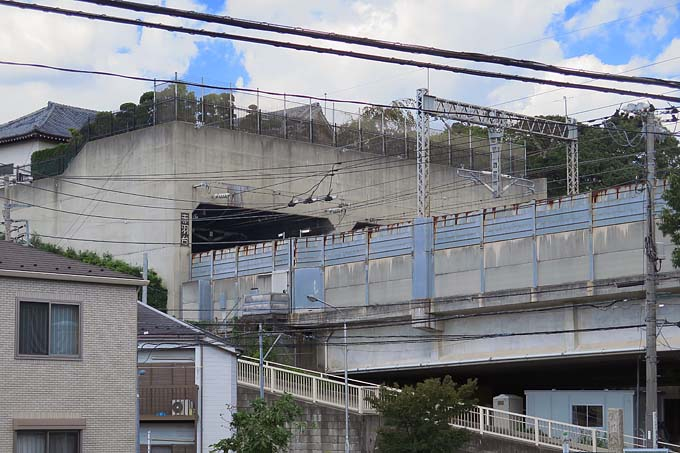
町域を通過するJR赤羽台トンネル（上野側坑口）

町域内に鉄道駅は存在しないが、徒歩利用可能圏に複数の駅がある。
- 東日本旅客鉄道（JR東日本）
  - 埼京線：赤羽駅/北赤羽駅
  - 宇都宮線、高崎線、上野東京ライン、湘南新宿ライン、京浜東北線：赤羽駅
- 東京地下鉄（東京メトロ）
  - 東京メトロ南北線：赤羽岩淵駅

### バス
- 国際興業バス

### 道路
- 都市計画道路補助第85号線（建設中）
- 東京都道445号常盤台赤羽線
- 八幡坂
- 諏訪通り
- 師団坂通り

## 施設
- 東洋大学赤羽台キャンパス
- 星美学園短期大学
  - サレジアン国際学園中学校・高等学校
  - 星美学園小学校
  - 私立星美学園幼稚園
  - 児童養護施設 星美ホーム
- 北区立桐ケ丘中学校
- 北区立赤羽台西小学校
- 北区立八幡小学校
- 私立あかいとり幼稚園
- 北区立赤羽台保育園
- 私立法善寺保育園
- 赤羽消防署赤羽台出張所
- 桐ケ丘体育館
  - 桐ケ丘体育館テニスコート
- 赤羽台公園
- 赤羽台緑道公園

### かつて存在した施設
- 北区立赤羽台東小学校
- 北区立赤羽台中学校（跡地は東洋大学赤羽台キャンパス）
- 京北学園白山高等学校：2011年に東洋大学の合併によって廃校。

## その他

### 日本郵便
- 郵便番号 : 115-0053[3]（集配局 : 赤羽郵便局[15]）。